# 富田竜太
富田 竜太（とみた りゅうた、1988年6月26日 - ）は日本のダンスパフォーマー。ダンスパフォーマンスユニット「WORLD ORDER」のメンバー。
2021年5月、緊急事態宣言下で撮影した動画をダンス振付、映像作成ユニット”Ryu Rou”YouTubeサイトにてアップした。
2021年9月11日、1年9ヶ月ぶりにWORLD ORDER 「CENSORSHIP」が公開された。

## 来歴
高校時代、中学バスケ部の友人たちとダンス部を創設、その後独学でダンスを続ける。2012年、ダンスパフォーマンスグループ「WORLD ORDER」サポートダンサーに選ばれ、立教大学現代心理学部卒業後、2013年に正式メンバーとして加入。現在も「WORLD ORDER」として活躍しながら様々な活動をしている。
- 2013年4月にダンスパフォーマンスユニット「WORLD ORDER」としてデビューし、プロダンサーとして活動を始める。「WORLD ORDER」のメンバーとして国内や海外のテレビ番組やCMに出演する[4]。
- 大学卒業後の進路として一般企業への就職が内定していたが、入社直前に辞退して、第1志望のWORLD ORDERに就職した[5]。
- 2019年までにミュージックビデオ制作の為に名古屋、東京、京都、横浜、アメリカ合衆国、イギリス、フランス、ドイツ、中華人民共和国、インド、タイ、フィリピン、台湾などで撮影を行う。
- 2013年に撮影された「IMPERIALISM」以降全てのPVに出演している。
- 2020年3月4日、2018年8月から関わっていたBAR Ritiのオーナーに就任（〜2020年10月）。[6]
- 2021年10月、吉祥寺に土日だけオープンする飲み屋「雲ガクレ」をオープン。[7][8]
- 2021年10月、WORLD ORDERのPVではアートディレクターを務め、共演する上西隆史の初のソロ公演「CUBISM」に客演、コミカルなパフォーマンスが好評を博した。※当初2021年8月公演予定であった。新型コロナウィルス感染拡大状況の影響及び緊急事態宣言発令に伴う延期を経て、再開催が決定。

### PV
- WORLD ORDER 「IMPERIALISM」（2013年6月）
- WORLD ORDER 「Welcome to TOKYO」（2013年10月）
- WORLD ORDER 「LAST DANCE」（2013年12月）
- WORLD ORDER 「THIS IS LIFE」（2014年2月）
- WORLD ORDER 「HAVE A NICE DAY」（2014年3月）
- WORLD ORDER 「INFORMAL EMPIRE」（2014年11月）
- WORLD ORDER 「THE HISTORY OF VOICE 2015」（2015年3月）
- WORLD ORDER 「MULTIPOLARITY」（2015年7月）
- WORLD ORDER 「THE NEXT PHASE」（2015年10月）
- WORLD ORDER 「QUIET HAPPINESS（China）」「QUIET HAPPINESS（India）」（2016年2月）
- WORLD ORDER 「HAVE A NICE DAY(Shibuya Ver.)」（2016年5月）
- WORLD ORDER 「SINGULARITY」（2017年3月）
- WORLD ORDER 「FIND THE LIGHT IN THAILAND」（2017年9月）
- WORLD ORDER 「ONE STEP FORWARD」（2017年11月）
- WORLD ORDER 「Let's start WW3」（2018年3月）
- WORLD ORDER 「MISSING BEAUTY」（2018年10月）
- WORLD ORDER 「BIG BROTHER」（2019年1月）
- WORLD ORDER 「WE ARE ALL ONE」（2019年4月）
- WORLD ORDER 「EXODUS」（2019年12月）
- WORLD ORDER 「CENSORSHIP」（2021年9月）

### テレビ
- ZIP!（日本テレビ）[9]
- 行列のできる法律相談所（日本テレビ）[10]
- みんなDEどーもくん!（NHK BSプレミアム）[11]
- アメージング・レース26（CBS）[12]
- しまじろうのわお!（テレビせとうち）[13]
- 全力教室（フジテレビ）[14]
- SMAPxSMAP（フジテレビ）[15]
- 春满东方群星新春大联欢 2016（上海电视台官方频道 SMG Shanghai TV）[16]

### CM
- 洋服の青山（2012年9月-2014年9月）[17]
- 株式会社マクロミル（2012年9月-2013年8月）[18]
- シャープ株式会社（2013年6月-2013年12月）[19]
- 住友商事株式会社（2013年12月-2014年5月）[20]
- 社団法人日本旅行業協会（Japan Association of Travel Agents）（2014年4月-2017年3月）[21]
- TOYOTA Motor Asia Pacific（2014年7月-2015年6月）[22]
- VISA Debit（2014年2月）
- DyDo Drinco Ru（2014年2月-2015年6月）
- GMOクリック証券UK（2015年1月-2015年12月）
- Z.com Trade（2015年4月）[23]
- 日本コカ・コーラ「リアルゴールド ワークス」（2016年）[24]
- KYMCO K50 Concept（2016年3月）[25]
- BROADWAY（百老匯）（2016年6月）[26]
- 楽楽精算（2016年8月）[27]
- ファミリーイナダ「ルピナス」（2016年10月-2017年3月）[28]
- 小米科技（2016年12月）[29]
- レコチョク（2017年2月17日-2017年3月15日）[30]
- Tissot[ティソ]（2017年4月12日）[31]
- 新光三越（2018年8月）[32]
- LAMI （2019年9月）[33]

### Live・公演
- WORLD ORDER TOUR 2014（2014年1月29日-2月25日、Zepp DiverCity、Zepp Namba、Zepp Sapporo、Zepp Nagoya、Zepp Fukuoka）[34]
- WORLD ORDER TOUR 2015（2015年1月13日-2月2日、Zepp DiverCity、大阪オリックス劇場、Zepp Nagoya、Zepp Tokyo）[35]
- WORLD ORDERアート展（2015年6月1日-6日、文房堂ギャラリー）[36]
- WORLD ORDER文化祭（2015年8月23日、Mt.RAINIER HALL SHIBUYA PLEASURE PLEASURE）[37]
- WORLD ORDER文化祭2（2015年12月30日、品川インターシティホール）[38]
- WORLD ORDERアート展（2016年5月9日-14日、文房堂ギャラリー）[39]
- 2016 SUMMER LIVE! WORKING WORLD（2016年8月20日-21日、東京グローブ座）[40]
- WORKING WORLD 2016 REMIX（2016年12月29日-30日、Zeppブルーシアター六本木）[41][42]
- 第3回WORLD ORDERアート展（2017年5月1日-6日、文房堂ギャラリー）[43]
- SINGULARITY（2017年8月14日-16日、Mt.RAINIER HALL SHIBUYA PLEASURE PLEASURE）[44]
- 恋の第三次世界大戦（2018年5月2日-3日、原宿クエストホール）[45]
- 恋の第三次世界大戦（再演）（2018年8月11日-12日、Alternative Theatre）[46]
- WORLD ORDER in OSAKA 2019（2019年2月23日、大阪）[47]
- 名古屋ブルーノート「WORLD ORDER」（2019年5月6日、名古屋ブルーノート）[48]
- WORLD ORDER 10th Anniversary LIVE「Prism」七色の光と影（2019年12月20日-21日、神田明神ホール）[49]

### イベント
- TEDxTodai2013（2013年6月16日、東京大学）[50]
- SNIFF OUT 2013（2013年7月20日、インテックス大阪）[51]
- JOIN ALIVE（2013年7月27日、北海道岩見沢）[52]
- a-nation ヒートアイランドカーニバル 2013（2013年8月4日、国立代々木場第一体育館）[53]
- イナズマロックフェス 2013（2013年9月22日、滋賀県草津市烏丸半島芝生広場）[54]
- SKE党決起集会。『箱で推せ！』（2014年2月1日、ナゴヤドーム）[55]
- ミラーハリアー「リフレクションマッピング」[56]（2014年2月2日、東京ミッドタウンキャノピースクエア）[57][58]
- YouTube FanFest JAPAN 2014（2014年10月19日）[59]
- 東北楽天ゴールデンイーグルス始球式（2015年3月31日、コボスタ宮城）[60]
- 横浜ダンスパレード（2015年8月2日、横浜日本大通り）[61]
- ダンスダンスダンスショートフィルムプログラム2015（2015年8月29日 、ブリリア ショートショート シアター）[62]
- MOSHI MOSHI NIPPON FESTIVAL 2015 in SINGAPORE（2015年9月5日 、シンガポール）[63]
- MOSHI MOSHI NIPPON FESTIVAL 2015 in PARIS（2015年10月4日、パリ）[63]
- Daniel Wellington BLACKMODEL リリースパーティ（2015年10月8日）[64]
- 東京モーターショー2015 BMW GROUP PREVIEW NIGHT（2015年10月29日）[65]
- MOSHI MOSHI NIPPON FESTIVAL 2015 in TOKYO（2015年11月8日、東京体育館）[66]
- JAPAN EXPO IN THAILAND 2016（2016年2月12日-2月14日、タイ）[67]
- 三井不動産 ワーカーズフォーラムMOCイベント（2016年2月17日、大崎ゲートシティホール）[68]
- TEDxUTokyoSalon "InSight"（2016年2月28日、東京大学）[69]
- しまじろうスペシャルコンサート（2016年3月26日、有明コロシアム）[70]
- J-POP SUMMIT 2016（2016年7月22日-7月24日、アメリカ合衆国サンフランシスコ）[71]
- WOPV2016 ハッシュタグキャンペーン（2016年12月2日映像公開、11月13日汐留、代々木公園・15日駒沢オリンピック公園、シンボルプロムナード公園、お台場海浜公園・17日上野恩賜公園、浅草西参道商店街撮影）[72]
- 台北ランタンフェスティバル（2017年2月4日-5日、台北）[73]
- 第50回アジア開発銀行（ADB）年次総会（2017年5月6日、横浜）[74]
- 淘宝造物節2017（2017年7月8日、中国杭州市）[75]
- JAPAN EXPO IN THAILAND 2017（2017年9月1日-9月3日、タイ）[76]
- みなと新潟「光の響演2017」（2017年9月17日、新潟市歴史博物館みなとぴあ）[77]
- 長岡開府400年記念式典（2018年5月27日、アオーレ長岡）[78]
- バンコク日本博 2019（2019年8月30日-9月1日、タイ）[79]
- PEOPLE OF THE WALK（2020年1月19日、川崎CAFE IBIS）[80]
- Japan Show&Performance Association　一般社団法人日本ショー&パフォーマンス協会主催 バリエテ東京『CUBISM』上西隆史 初単独公演（2021年 10月22日、江戸川区東部フレンドホール)→※当初2021年8月公演予定であった。